# Annie's Song
Annie's Song är en sång skriven och framförd av John Denver. "Annie's Song" producerades av Milt Okun och var Denvers andra låt som kom etta på listorna i USA, och den placeringen behöll den i två veckor i juli 1974. Singeln kom även etta på listorna i Storbritannien.

## Inspiration
John Denver skrev låten till sin fru, Annie Denver. John Denver lär ha skrivit låten på drygt tio minuter ombord på en skidlift som var väg till toppen av Ajax Mountain i Aspen, Colorado. De vackra färgerna och ljuden fick honom att tänka på sin fru.

## Svensk version
Låten fick svensk text av Ingela Forsman med titeln Du fyller mitt sinne.

## Listplaceringar
| Lista (1976)  | Topplacering |
| ------------- | ------------ |
| Nederländerna | 12           |

### Fotnoter
1. ↑  ”Annie's Song / Du Fyller Mitt Sinne”. Visarkivets webbkataloger. Musikverket. https://katalog.visarkiv.se/lib/ShowRecord.aspx?id=1057745. Läst 17 augusti 2020.
2. ↑  ”Listplacering”. http://dutchcharts.nl/showitem.asp?interpret=John+Denver&titel=Annie%27s+Song&cat=s. Läst 13 maj 2011.